# 罗根堡
罗根堡是德国巴伐利亚州的一个市镇。总面积27.42平方公里，总人口2700人，其中男性1374人，女性1326人（2011年12月31日），人口密度98人/平方公里。